# Артистичне плавання на Чемпіонаті Європи з водних видів спорту 2022 — соло, технічна програма (жінки)
Змагання з артистичного плавання у технічній програмі соло серед жінок на Чемпіонаті Європи з водних видів спорту 2022 відбулись 11 серпня.

## Результати[3]
| Місце | Спортсменка          | Країна          | Оцінка  |
| ----- | -------------------- | --------------- | ------- |
| 1     | Марта Фєдіна         | Україна         | 92.6394 |
| 2     | Лінда Черруті        | Італія          | 90.8839 |
| 3     | Васілікі Александрі  | Австрія         | 90.0156 |
| 4     | Євангелія Платаніоті | Греція          | 89.9965 |
| 5     | Кейт Шортман         | Велика Британія | 85.0690 |
| 6     | Оріан Джайллардон    | Франція         | 84.6909 |
| 7     | Марлен Боєр          | Німеччина       | 81.9748 |
| 8     | Ілона Фахрні         | Швейцарія       | 80.3979 |
| 9     | Ясмін Вербена        | Сан-Марино      | 80.2443 |
| 10    | Кароліна Клускова    | Чехія           | 76.4867 |
| 11    | Вікторія Рейчова     | Словаччина      | 75.4606 |
| 12    | Александра Атанасова | Болгарія        | 74.9366 |
| 13    | Сюде Дікл            | Туреччина       | 72.2716 |
| 14    | Лейла Олівія Марксер | Ліхтенштейн     | 70.0434 |
| 15    | Клара Шілободеч      | Хорватія        | 69.8420 |
| 16    | Ана Кулич            | Мальта          | 69.1990 |
| 17    | Єлена Контич         | Сербія          | 68.1781 |
| 18    | Клара Тернстрем      | Швеція          | 67.1984 |
| 19    | Ніка Селяк           | Словенія        | 66.8590 |
| 20    | Пінья Кеккі          | Фінляндія       | 66.1937 |